# Карєва Олександра Григорівна
Олександра Григорівна Карєва (? — ?) — українська радянська діячка, начальник механічної лабораторії Харцизького канатно-дротового заводу Сталінської (Донецької) області. Депутат Верховної Ради УРСР 4—5-го скликань.

## Біографія
Здобула вищу освіту.
З 1950-х років — начальник механічної лабораторії Харцизького канатно-дротового (сталедротоканатного) заводу Сталінської (Донецької) області.

## Нагороди
- орден Трудового Червоного Прапора (7.03.1960)
- ордени
- медалі